# Donauhalle
Die Donauhalle ist eine Mehrzweckhalle in der baden-württembergischen Stadt Ulm. Sie ist an das dortige Messegelände angeschlossen.
Die Baukosten der Halle beliefen sich auf 1,9 Millionen DM. Nach einjähriger Bauzeit wurde die Halle im Mai 1956 mit einer Zuchtviehabsatzveranstaltung, im Rahmen des 60-jährigen Bestehens des Oberschwäbischen Fleckviehzuchtvereins, eröffnet.
1964 fanden die Deutsche Turnmeisterschaften in der Donauhalle statt. Im Rahmen der Olympischen Sommerspiele 1972 war die Halle Austragungsort von vier Spielen des Handballturniers.
Neben diesen Sportveranstaltungen finden in der Donauhalle auch kulturelle Veranstaltungen wie Konzerte oder Ausstellungen statt.